# Routing Policy Specification Language
Le Routing Policy Specification Language (RPSL) est un langage de description de politiques de routage utilisé par les fournisseurs d'accès à Internet. RPSL est utilisé par de nombreuses bases de données whois (comme celle du RIPE). RPSL est décrit dans le RFC 2622.